# Matéria escura
O que é matéria escura? Como ela foi gerada?
Na cosmologia, matéria escura, popularmente chamado matéria perdida do universo, é uma forma postulada de matéria que não interage com a matéria comum, nem consigo mesma (ou faz interação mínima). Ela só interage gravitacionalmente e, por isso, sua presença pode ser inferida a partir de efeitos gravitacionais sobre a matéria visível, como estrelas, galáxias e aglomerado de galáxias. Os astrônomos observaram que a matéria escura não se agrupa muito em pequenas galáxias, mas sua densidade aumenta acentuadamente em sistemas maiores, como aglomerados de galáxias, porque ela pode se dispersar apenas quando atingem a energia correta.
O matéria escura é assunto é antigo e controverso. No modelo cosmológico mais aceito, o modelo padrão ΛCDM, que tem obtido grande sucesso na descrição da formação da estrutura em grande escala do universo, a componente de matéria escura é fria, isto é, não-relativística. Nesse contexto, a matéria escura compõe cerca de 26,8% da densidade de energia do universo, sendo que o restante seria constituído de energia escura (68,3%) e de matéria bariônica/átomos comuns (4,9%). Deste modo, a matéria escura é estimada constituir 84,5%  da matéria total do universo, enquanto a energia escura mais a matéria escura constituem 95,1% do conteúdo total de massa-energia do universo. Alguns pesquisadores propõem que as partículas de matéria escura tenham uma massa de 0,02% da massa do elétron. Porém é algo que ainda não sabe-se com certeza o que seria, sendo assim chamada de "matéria perdida do universo". A candidata mais provável para ser esta substancia é a Matéria Escura Fria (áxion, neutrino estéril e, neutralino).

## Evidências observacionais

Curva de rotação de uma galáxia espiral típica: prevista teoricamente sem considerar a matéria escura (A) e observada (B). A matéria escura pode explicar o comportamento quase horizontal da curva de rotação a grandes distâncias do centro da galáxia

Apesar do fato de que não é legitimamente observável, os cientistas acreditam que a matéria escura existe por suas consequências na energia gravitacional de como a matéria visível se move e se dispersa no espaço. As observações de sistemas astrofísicos que indicam a existência de matéria escura são diversas e muitas vezes  baseadas em técnicas experimentais diferentes. São exemplos clássicos dessas observações: as curvas de rotação de galáxias, a aplicação do teorema do virial a aglomerados de galáxias e a análise das anisotropias da radiação cósmica de fundo em micro-ondas.

## Candidatos à matéria escura
A matéria normal, luminosa, é composta de bárions — partículas como prótons e nêutrons. No princípio, os pesquisadores acreditavam que a matéria escura também era feita de tal material, mas simplesmente emitiria pouca radiação electromagnética. A partir das observações da radiação cósmica de fundo em micro-ondas juntamente com a compreensão da teoria do big bang, os físicos foram levados a acreditar que apenas uma pequena quantidade de matéria bariônica continuaria a sobreviver até hoje se não estivesse incorporada a um sistema solar ou a um resquício estelar. Pesquisadores acreditam que o problema da matéria desaparecida do Universo seria uma partícula mais exótica; algo suscetível de fornecer a resposta para a falta de massa. Os físicos identificaram os três tipos mais prováveis de matéria escura e as partículas candidatas associados com cada tipo.

### Matéria Escura Fria (em inglês "CDM")
A matéria escura fria (em inglês: Cold Dark Matter, CDM) são partículas com velocidade lenta que permite serem agrupadas pela gravidade em estruturas em pequenas escalas e, possuem massa para terem velocidades bem menores que a da luz (velocidade sub-relativística).
Essa é a candidata mais provável para ser a matéria escura, tipo de partícula elementar exótica. No entanto, não há uma forte candidata de partícula conhecida. A principal candidata a "CDM" é conhecida como uma partícula massiva de interação fraca. No entanto, há uma ausência geral de justificação para a existência de tais partículas; ou seja, os pesquisadores não estão certos de como elas iriam aparecer sob circunstância natural. A matéria escura pode ser uma mistura de partículas supersimétricas, as mais populares à matéria escura não-bariônica são: os áxions, os neutrinos estéreis e os neutralinos (WIMPs), partículas teóricas massivas, que interagem fracamente, necessárias para explicar certo fenômeno na cromodinâmica quântica.
É também possível que uma pequena parte da matéria escura seja bariônica, existente em forma de objetos massivos compactos, os MACHOs, que por emitirem pouca radiação são difíceis de serem detectados. MACHO poderia explicar a massa, mas as dinâmicas específicas continuam a ser um objetivo. Esses objetos incluiriam buracos negros, estrelas de nêutrons antigas e objetos planetários que são todos não-luminosos (ou quase isso) e contêm uma quantidade significativa de massa. O problema com esta explicação é que deveria existir muito MACHOs (mais do que seria esperado tendo em conta a idade de certas galáxias) e a sua distribuição teria de ser surpreendentemente e incrivelmente uniforme.

### Matéria Escura Morna (em inglês "WDM")
A matéria escura morna são partículas com velocidades semi-relativísticas (velocidade intermediária entre a fria e quente). Esta forma de matéria escura é proposta por cientistas, ser composta por neutrinos estéreis. Estas são partículas que são semelhantes aos neutrinos normais, com exceção do fato de que elas são muito mais massivas e não interagem com a força fraca. Outra candidata a matéria escura morna é o gravitino. Esta é uma partícula teórica que existiria se a teoria da supergravidade — uma mistura de relatividade geral e supersimetria — ganhasse credibilidade junto aos estudiosos da área.

### Matéria Escura Quente (em inglês "HDM")
O subconjunto de partículas consideradas Matéria Escura Quente são as únicas que a existência são realmente conhecida: neutrinos. O problema com essa explicação é que os neutrinos viajam quase à velocidade da luz e, portanto, não iriam se "aglomerar" em um conjunto da maneira que projetamos a matéria escura. Além disso, dado que o neutrino é quase sem massa, uma incrível quantidade deles seria necessário para suprir o déficit necessário de matéria. Uma explicação para Matéria Escura Quente é que existe um tipo ou sabor de neutrino ainda não detectado que seria semelhante aos já conhecidos exceto o fato de que teriam uma massa significativamente maior (e, consequentemente, talvez velocidade mais lenta).

## Detecção de matéria escura
Atualmente existe um grande debate sobre a detecção de matéria escura. O experimento Dama/Libra diz ter feito uma detecção indireta, via observação da variação sazonal do número de eventos, efeito relativo à variação da velocidade da Terra em relação ao halo galáctico de matéria escura. Contudo esse resultado é incompatível com os resultados de vários experimentos de detecção direta, como por exemplo o DAMIC, CDMS-II, o XENON10 e o ZEPLIN-III. Novos experimentos, maiores e mais sensíveis, utilizaram os detectores: XENON100 (100 kg) e LUX (350 kg) em busca de maiores esclarecimentos. Os astrofísicos sugerem que a matéria escura também pode ser detectada medindo o efeito que tem sobre a temperatura dos exoplanetas.
Um módulo de 2 bilhões de dólares denominado AMS (Espectrômetro Magnético Alpha ou, em inglês, Alpha Magnetic Spectrometer) foi instalado na Estação Espacial Internacional em maio de 2011. O detector de partículas tem como uma de suas funções procurar por evidências da matéria escura, sendo importante nas pesquisas sobre sua natureza.
Um candidato à matéria escura é uma partícula chamada neutralino. Colisões entre neutralinos produziriam um grande número de pósitrons de alta energia. Deste modo, o AMS poderia comprovar se a matéria escura seria feita de neutralinos procurando por esse excesso de pósitrons de alta energia.

### Sub-MeV detector de partículas
O detector de partículas sub-MeV modela a matéria escura como uma molécula que possui uma carga mínima sob eletromagnetismo normal. O método envolve contorcer a progressão próxima da matéria escura com campos variáveis no tempo e estimar essas distorções usando detectores ressonantes blindados. O mecanismo de detecção alternativo, em vez de esperar a matéria escura depositar uma pequena quantidade de energia em um detector por espalhamento, é possível manipular diretamente as trajetórias de partículas individuais de matéria escura, configurando distúrbios que podem ser medidos com detectores ressonantes suscetíveis.

### Ondas gravitacionais
Eventos de fusão de buracos negros e estrelas de nêutrons, combinados com observações de radiotelescópios, podem indicar a presença de um dos candidatos à matéria escura: o chamado axônio QCD. Se tais axiões existem perto da superfície do buraco negro quando convergem com uma estrela de nêutrons, as ondas gravitacionais transmitidas serão modificadas de uma maneira discreta, mas particular. Isso permite uma estimativa imediata da densidade dos eixos.

## Explicações alternativas
Existem tentativas de solucionar o problema da matéria escura propondo-se alterações na gravitação (um exemplo famoso é a MOND), no entanto, até o momento, nenhuma delas obteve grande sucesso.

### Buraco negro primordial
Em agosto de 2016, uma equipe japonesa de astrofísicos relatou que os buracos negros do Observatório de Ondas Gravitacionais por Interferômetro Laser (LIGO) podem ser primordiais (formado pela grande densidade da matéria na expansão inicial do universo), e que, em caso afirmativo, eles poderiam ser uma parcela da matéria escura do universo. Cientistas da Universidade Johns Hopkins confirmaram que a taxa estimada das fusões dos buracos negros correspondem com o valor esperado de matéria escura em um buraco negro primordial. Os pesquisadores afirmam que os buracos negros primordiais poderiam explicar apenas uma pequena fração da matéria escura.